# Colniza
Colniza är en kommun i Brasilien.   Den ligger i delstaten Mato Grosso, i den centrala delen av landet, 1 500 km nordväst om huvudstaden Brasília. Antalet invånare är 26 390.
Följande samhällen finns i Colniza:
- Aripuanã

I omgivningarna runt Colniza växer i huvudsak städsegrön lövskog. Trakten runt Colniza är nära nog obefolkad, med mindre än två invånare per kvadratkilometer.